# Габриэлянц, Григорий Аркадьевич
Григорий Аркадьевич Габриэлянц (арм. Գրիգոր Արկադիի Գաբրիելյանց; род. 2 марта 1934 года, Баку, Азербайджанская ССР, СССР) — советский геолог и государственный деятель, министр геологии СССР. Специалист в области методики поиска и разведки месторождений нефти и газа.

## Биография
- В 1956 году окончил Азербайджанский индустриальный институт по специальности геология и разведка нефтяных и газовых месторождений.
- 1956—1962 — геолог, технический руководитель, старший геолог, главный геолог экспедиции Управления геологии и охраны недр при Совмине Туркменской ССР.
- 1962—1965 — главный геолог Управления геологии и охраны недр при Совмине Туркменской ССР.
- 1965—1969 — руководитель сектора, заместитель директора по научной работе ВНИИ природных газов Министерства газовой промышленности СССР.
- 1969—1972 — доцент Московского института нефтехимической и газовой промышленности.
- 1972—1979 — заведующий сектором, заведующий отделом Всесоюзного научно-исследовательского геологоразведочного нефтяного института Министерства геологии СССР («ВНИГНИ»).
- 1979—1980 — заместитель генерального директора объединения «Союзгеофизика» — заместитель директора по научной работе ВНИИ геофизических методов разведки Министерства геологии СССР.
- 1980—1987 — заместитель генерального директора НПО «Нефтегеофизика» — заместитель директора по научной работе ВНИИ геофизических методов разведки Министерства геологии СССР.
- 1987—1989 — директор всероссийского научно-исследовательского геологического нефтяного института (ФГУП «ВНИГНИ») Министерства геологии СССР.
- 1989—1991 — министр геологии СССР.
- С 1992 — директор научно-технической консультационной фирмы «Геосервис».
- С 2011 — Советник Президента НКР.
- 2012 — Создатель и руководитель Фонда будущих поколений в НКР[1].

## Награды
- Орден «Знак Почёта» (29.04.1963) — за успехи, достигнутые в развитии геологоразведочных работ, открытии и разведке месторождений полезных ископаемых.
- Орден «Месроп Маштоц» (НКР, 02.03.2014).
- Медаль «Вачаган Барепашт» (НКР, 2011).
- Медаль Анании Ширакаци (Армения, 2002).
- Медаль «Ветеран труда».
- Медаль «300 лет Российскому флоту».
- Знак «Почётный разведчик недр».
- Два знака «Первооткрыватель месторождения».
- Медаль «За заслуги в разведке недр» Министерства геологии СССР.
- Почётная грамота Президиума Верховного Совета Туркменской ССР.
- Две золотые медали ВДНХ СССР.
- Три бронзовые медали ВДНХ СССР.
- Государственная премия СССР (1991) — за открытие и оптимизацию разведки Астраханского серогазоконденсатного месторождения.
- Премия имени И. М. Губкина АН СССР.
- Международная премия «Факел Бирмингема».